# New Pekin
New Pekin – miasto w Stanach Zjednoczonych, w stanie Indiana, w hrabstwie Washington.